# Eretmodus cyanostictus
Eretmodus cyanostictus és una espècie de peix de la família dels cíclids i de l'ordre dels perciformes.

## Morfologia
- Els mascles poden assolir 9 cm de longitud total.[1][2]

## Alimentació
Menja algues.

## Depredadors
És depredat per Perissodus microlepis.

## Hàbitat
Viu en zones de clima tropical entre 24 °C-26 °C de temperatura i fins als 6 m de fondària.

## Distribució geogràfica
Es troba a Àfrica: és una espècie de peix endèmica del llac Tanganyika.

## Estat de conservació
Es troba en perill d'extinció degut a la pèrdua del seu hàbitat natural a causa de la contaminació de l'aigua, els usos agrícoles i la sedimentació.